# Боканело (Л'Аквила)
Боканело (итал. Boccanello) је насеље у Италији у округу Л'Аквила, региону Абруцо.
Према процени из 2011. у насељу је живело 233 становника. Насеље се налази на надморској висини од 845 м.